# Alex Caffi
Alessandro "Alex" Caffi, född 18 mars 1964 i Rovato, är en italiensk racerförare.

## Racingkarriär
Caffi debuterade i formel 1 säsongen 1986 för Osella. Sitt bästa lopp gjorde han i Monaco 1989, där han kom fyra.

## F1-karriär
| Säsong | Stall/Tillverkare                  | Poäng | Placering |
| ------ | ---------------------------------- | ----- | --------- |
| 1986   | Osella-Alfa Romeo                  | 0     | –         |
| 1987   | Osella-Alfa Romeo                  | 0     | –         |
| 1988   | BMS Scuderia Italia (Dallara-Ford) | 0     | –         |
| 1989   | BMS Scuderia Italia (Dallara-Ford) | 4     | 19        |
| 1990   | Arrows-Ford                        | 2     | 16        |
| 1991   | Footwork-Porsche Footwork-Ford     | 0     | –         |
| 1992   | Andrea Moda-Judd                   | 0     | –         |